# سجن بيليكان باي
بيليكان باي (بي. بي. أس. بي) (بالإنجليزية: Pelican Bay State Prison)‏ يعتبر السجن الوحيد في الولاية بالحراسة المشددة. يحتوي السجن على أربع مرافق رئيسية وهي (إيه وبي وسي ودي). يقع السجن على مساحة 275 فدانا في مقاطعة ديل نورتي، ولاية كالفورنيا. يستمد السجن إسمه من خليج ضحل على ساحل المحيط الهادئ، على بعد نحو 3 كم من الغرب. يقع السجن في قسم منفصل من مدينة كريسينت، على بعد عدة أميال شمال المنطقة الحضرية الرئيسية وجنوب حدود ولاية أوريغون. الغرض الأساسي من سجن بيليكان باي هو احتواء السجناء الذكور العنيفين، يقضي 40% من نزلاء بيليكان باي أحكاما بالسجن المؤبد ولجميعهم تقريبا تاريخ عنيف في سجون كاليفورنيا الأخرى مما أدى إلى نقلهم إلى بيليكان باي. الاستثناء الوحيد من السجناء هو الحد الأدنى من سجناء المؤسسة اللذين يعملون كجزء من برامج الصيانة والإطفاء خارج السجن.
تم تصنيف المرافق إيه وبي كمرافق من المستوى الرابع، عامة النزلاء يسكنون في غرف مكونة من رجلين. الوحدة سي تعتبر وحدة إسكان مقيد، تحتوي فقط على نزلاء الاحكام طويلة الاجل (على المدى الطويل) من سي-7 حتى سي-12. ويحتوي الإسكان المقيد كذلك على غرف للفصل الإداري من سي1 حتى سي 6 إضافة إلى الإسكان المقيد على المدى القصير اللتي تم تعيينها كمنشأة من المستوى الثاني، هنالك أيضا وحدة امان الحد الأدنى اللتي تبلغ 400 سرير، واللتي توفر اوامرللسجين لمهام الخدمة العامة داخل وحول السجن الرئيسي.

## المرافق
تم افتتاح السجن في عام 1989. يحتجز نصف نزلاء المستوى الرابع (أقصى درجات الحراسة المشددة) في بيئة عامة للسكن مع محاكم وساحات خارجية. يحتوي النصف الآخر من السجن على أفضل ما يميز السجون: مجموعة من المباني البيضاء على شكل حرف إكس وأرض قاحلة تعرف باسم (وحدة الإسكان الأمني). يحيط السياج الكهربائي المحيط بالكامل.
تصنع زنازين الإسكان الأمني من الخرسانة الملساء مصبوبة على جيمع الجهات وأبواب مثقوبة بمساحة (2.4م*3.0 م). لا توجد نوافذ تقع داخل الزنازين، بدلا من ذلك هناك أضواء الفلورسنت، واللتي يمكن للسجناء التحكم بها، يبقى سجناء وحدة الإسكان الأمني في زنازينهم لمدة تصل إلى ثلاث وعشرون ساعة في اليوم، ينظرون للخارج من خلال باب من الصلب المزود بشباك زجاجي. يتم تسليم الطعام من قبل الضباط الإصلاحيين مرتين في اليوم (الإفطار، كيس غداء، والعشاء) من خلال فتحة (كوة) في باب الزنزانة.
جميع وحدات الإسكان الأمني الإثنتي عشر تقع في المرفق سي، يوجد فيها ضابط إصلاحي مسلح في غرفة التحكم. توجد غرفات التحكم في مركز كل وحدة إسكان. يستطيع ضابط التحكم رؤية جميع العنابر الستة في وحدة الإسكان، بسبب أفضلية موقعه المركزي. ويستطيع ضابط التحكم أيضا التحكم بأبواب زنازين وحدات الإسكان، واللتي تحتوي على ستة عنابر، كل عنبر يحتوي على ثمانية زنازين. ويشرف الضابط على على إطلاق سراح السجناء، ويستطيع الضابط أيضا السماح لسجين أو إثنين إذا كانوا شركاء للخروج من زنازينهم لأخذ حمام أو لممارسة الرياضة. يسمح للسجناء بممارسة الرياضة في الهواء الطلق حتى 10
ساعات بتكليف من المحكمة. تتم التمرينات في فناء خرساني يمتد بطول 3زنازين لديها سقف مفتوج جزئيا للسماء.

## الآثار النفسية
السجناء ومحاموهم، ومجموعات الدفاع عن السجناء، يجادلون بأن الحبس في وحدة الإسكان الأمني يعتبر عقوبة وحشية وغير عادية، تبعا للعديد من الظروف. خلافا للاعتقاد الشائع فإن وحدة الإسكان الأمني لا تحتوي على زنازين للعزل الانفرادي. المساجين المقيمون في نفس العنبر يمكنهم التحدث لبعضهم البعض بل حتى رؤية بعضهم عندما يخرجون ما زنازينهم.
وحدة الإسكان المقيد، ووحدة الإسكان الأمني ووحدة العزل الإداري تحتوي على 12 وحدة، وكل وحدة تحتوي على ستة عنابر وكل عنبر يحتوي على 8 زنازين. وصف الأطباء والعلماء النفسيين اللذين ساعدوا السجناء في وحدة الإسكان الأمني ب«متلازمة وحدة الإسكان الأمني». وهي حالة كما يقولون، تؤثر على السجناء اللذين قضوا أكثر من بضعة أشهر في العزل، تشير التقارير إلى أن الاعراض تشبه أعرض اضطراب ما بعد الصدمة، بما في ذلك الهلوسة والاكتئاب والقلق والغضب والانتحار، سبب معظم هذه الأعضاء هي العزلة. يعاني معظم سجناء وحدة الإسكان الأمنيمن العزلة لمدة 23 ساعة في اليوم مع اتصال بشري محدود بخلاف تلقي وجبات الطعام من خلال كوة في باب الزنزانة.

## الإضراب عن الطعام
في وحدة الإسكان الأمني سكان الأمني قام المساجين بتنظيم إضراب عن الجوع احتجاجا على الظروف هناك، على رأسها عقوبة الحبس الانفرادي. في عام 2002 ذكر ان 60 سجينا من سجناء وحدة الإسكان الأمني بدأو إضرابا عن الطعام.
ذكر إضراب آخر عن الطعام بدا في 1 يوليو 2011. ذكرت إدارة كاليفورنيا للتاهيل والإصلاح في تقريرها«أقل من عشرين سجينا رفضوا تناول الطعام». قالت الإدارة بعد ذلك ان 6600 سجينا قد رفضوا تناول الطعام في اليوم الأول من الإضراب، وبعد خمسة أيام، استمر أكثر من 2000 سجينا في الإضراب.